# Estadio Las Delicias
El Estadio Nacional Las Delicias es un estadio multiuso ubicado en la ciudad de Santa Tecla, en El Salvador. Poseía una capacidad inicial de 3,000 espectadores, pero con su última remodelación se amplió su aforo a 10,000 espectadores y es la sede del equipo Inter FA de la Primera División de El Salvador y también fue sede del Santa Tecla desde el año 2007 hasta su desaparición en 2024. El estadio cuenta con muchas ampliaciones y seguirán como parte del proyecto de modernización .

## Historia
La Colonia Las Delicias de Santa Tecla fue fundada el 19 de diciembre de 1951 en el sureste de la ciudad por el Instituto de Vivienda Urbana, con el objetivo de proveer vivienda a familias de escasos recursos económicos. Con el pasar de los años se construyeron otras obras en beneficio de la comunidad, entre ellas el Estadio Las Delicias.
El inmueble es administrado por la alcaldía de la ciudad desde el año 2009, por medio de un convenio de traspaso por parte del Instituto Nacional de los Deportes de El Salvador (INDES).
Como parte de una serie de remodelaciones, en el mes de febrero de 2012 Las Delicias se convirtió en el primer estadio de El Salvador con Césped artificial con medidas reglamentarias en el campo de juego, y también se instaló un nuevo sistema de drenado.

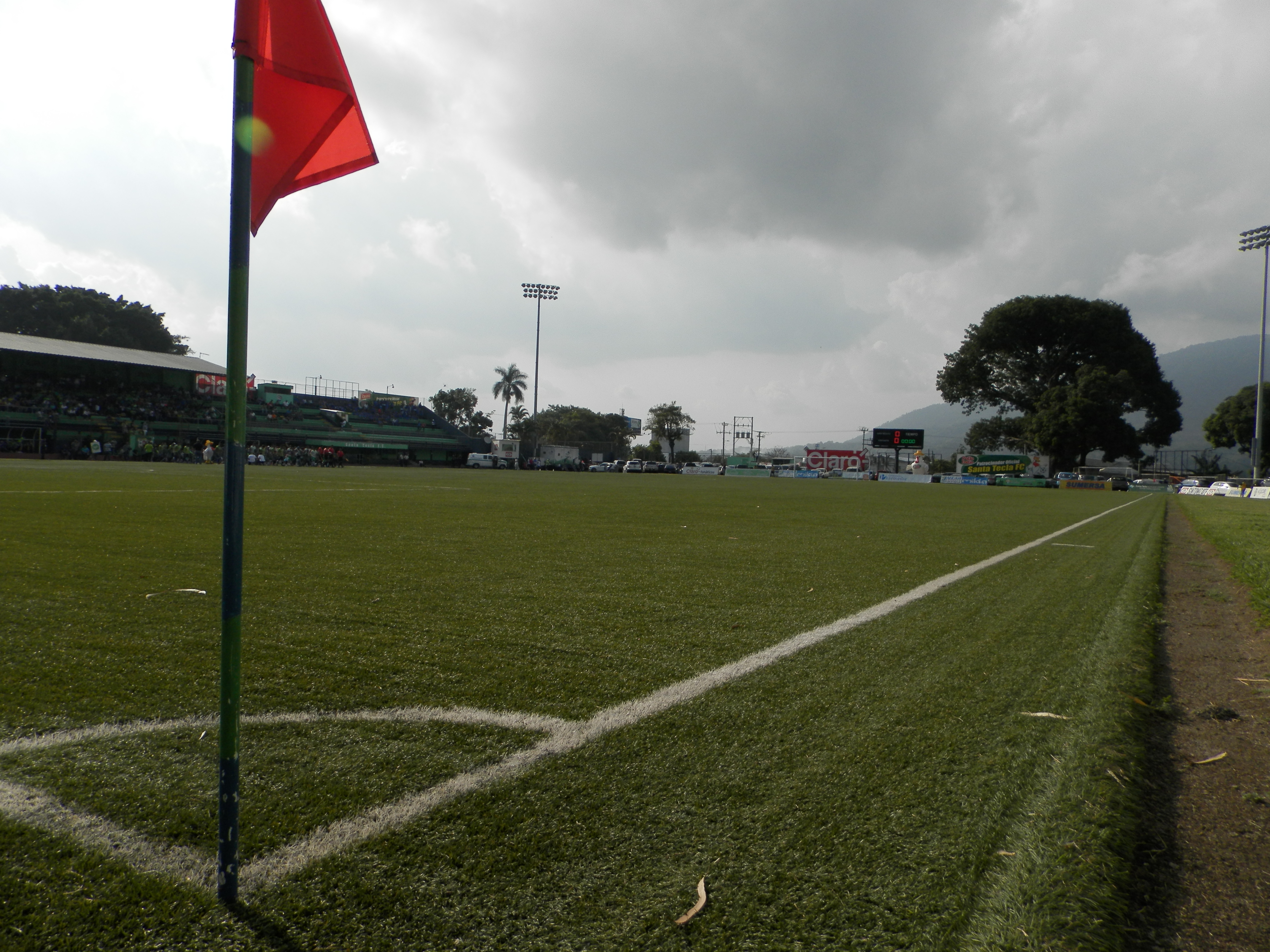
Césped artificial del estadio Las Delicias

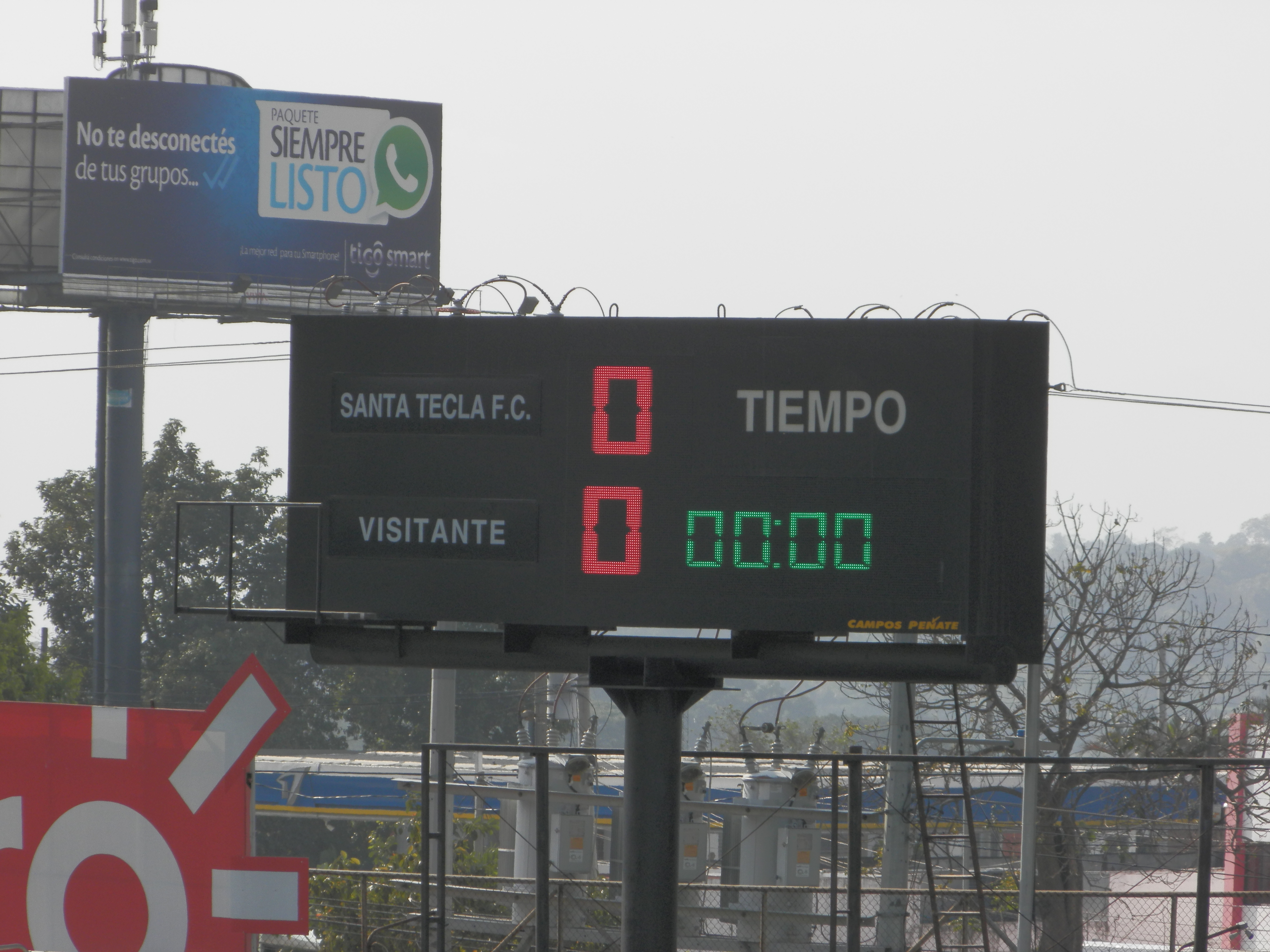
Marcador digital del estadio Las Delicias

## Instalaciones y capacidad
- Cancha con césped artificial
- El Estadio cuenta con 4 torres de iluminación con 21 fanales cada torre.
- Nuevos camerinos con jacuzzi
- Nueva pista de patinaje
- Nuevos baños
- Pintura interior y exterior
- Muro perimetral
- Gimnasio
- Estacionamiento para 100 vehículos
- Se seguirá ampliado su aforo.

El Estadio Atlético Las Delicias cuenta con la siguiente distribución en sus instalaciones:
| Localidad      | Capacidad según INDES |
| -------------- | --------------------- |
| General (SOL)  | 5000                  |
| Sombra         | 3500                  |
| Preferente Sur | 1500                  |
| TOTAL          | 10 000                |

## Detalles
El Estadio es el más grande de la ciudad de Santa Tecla y es el octavo estadio más grande de El Salvador, el 6 de enero de 2013 fue inaugurado el alumbrado eléctrico que permitiría al equipo local Santa Tecla Fútbol Club jugar partidos nocturnos, y todos los encuentros de la Liga Mayor de Fútbol de El Salvador, Dirección exacta: Colonia Las Delicias Avenida El Ciprés, Santa Tecla, La Libertad, El Salvador.